# سدریک ماتی
سدریک ماتی (انگلیسی: Cédric Mathy؛ زادهٔ ۲ فوریهٔ ۱۹۷۰) دوچرخه‌سوار اهل بلژیک است.
وی در مسابقات کشوری و بین‌المللی در مجموع برندهٔ ۱ مدال برنز شده‌است.